# Mick Kenney
Mick Kenney, conocido artísticamente como “Kordhell”, es un músico, cantante, productor, compositor, actor, artista y productor británico proveniente de Birmingham, Reino Unido. El actualmente es miembro de la banda de metal extremo Anaal Nathrakh y recientemente se trasladó a Los Ángeles, California para formar una nueva banda llamada The Deliverance junto con el vocalista Grant Petty. El también ha sido miembro de las bandas Frost, Professor Fate y Mistress. El también ha diseñado las portadas de los álbumes de las bandas Gorerotted, Napalm Death y Aborym.
Mick Kenney es dueño de los estudios Necrodeath
El también es el fundador de FETO Records junto con Shane Embury de Napalm Death. FETO Records ha lanzado álbumes de las bandas Mistress, Lock Up , Cripple Bastards, Anaal Nathrakh, Frost, Theoktony, Ramesses y Fukpig entre otros.
Recientemente, se dio la noticia de que Mick Kenney creó un nuevo proyecto, llamado "The Iron Son", junto al vocalista de Bleeding Through, Brandan Schieppati y Shannon Lucas.
También se desempeña como letrista para la banda Motionless in White.

## Discografía
Con Anaal Nathrakh
- Anaal Nathrakh (demo) - 1998
- Total Fucking Necro (demo) - 1999
- The Codex Necro (Mordgrimm Records) - 2001
- When fire rains down... EP (Mordgrimm Records) - 2004
- Domine Non Es Dignus (Season Of Mist) - 2004
- Eschaton (Season of Mist Records) - 2006
- Hell Is Empty And All The Devils Are Here (FETO Records) - 2007
- In The Constellation Of The Black Widow (Candlelight Records) - 2009
- Passion (Candlelight Records) - 2011
- Vanitas (Candlelight Records) - 2012
- Desideratum (Metal Blade Records) - 2014
- The Whole of the Law (Metal Blade Records) - 2016
- A New Kind of Horror (Metal Blade Records) - 2018

Con Mistress
- Vol 1 Fuck off (Demo) - 2001
- Lord Worm (Demo) - 2001
- Mistress (Rage of Achilles Records) - 2002
- Mistress II: The Chronovisor (Rage of Achilles Records) - 2003
- In Disgust We Trust (Earache Records) - 2004
- The Glory Bitches of Doghead (FETO Records) - 2006

Con Fukpig
- The Depths Of Humanity (Demo) - 2001
- Bombs of War (Demo) - 2002
- Nuclear Apocalypse (Demo) - 2002
- Spewings From A Selfish Nation (FETO) - 2008
- Belief Is The Death Of Intelligence (FETO) - 2010

Con Frost
- Doom Funeral (demo) - 2001
- Filthy Black Shit (demo) - 2001
- Cursed Again (Rage of Achilles records) - 2002
- Talking to God (Rage of Achilles records) - 2004
- Black 7 (Southern Lord Records) - 2005
- Cursed again / Talking To God 2 Albums 1 CD (FETO Records) - 2007

Con Exploder
- Exploder (FETO Records) - 2006
- Lovetaker EP - (FETO Records) - 2007

Otros
- Professor Fate - Inferno (FETO Records) - 2007
- Monkeys Are Machine Guns – Bill Cosby's Jello (FETO Records) - 2011
- Suffer Well - Sorrows (Century Media) - 2012
- The Iron Son - Enemy (Pvre Evil Recordings) - 2015
- Born to Murder the World - The Infinite Mirror of Millennial Narcissism (Extreinsic Recordings) - 2018
- Dethroned - Dethroned (Demo independiente) - 1997

Como invitado
- Siren Fall - Demo 2001 - Batería - 2001
- Disgust - The Horror of it All - 2002
- Aborym - With No Human Intervention - Batería en el tema 3 - 2003
- Benediction - Killing Music - Teclados en el tema 1 - 2008
- Carnifex - Slow Death - Letras, programación - 2016
- Dawn of Ashes - Theophany - Guitarras - 2016
- Sicarius - Serenade of Slitting Throats - Electrónica en el tema 1 - 2017